# Marnaviridae
Marnaviridae es una familia de virus que infectan algas del fitoplancton. Contienen un genoma ARN monocatenario positivo y por lo tanto se incluyen en el Grupo IV de la Clasificación de Baltimore. Incluye siete géneros.
El primer virus de esta familia se aisló de una agua recolectada en el Estrecho de Georgia en la (Columbia Británica, Canadá), de un conjunto de virus concentrado utilizando uno de sus huéspedes Heterosigma akashiwo (NEPCC 522).

## Descripción
Los virus de la Marnaviridae tienen cápsides con geometrías icosaédricas y simetría T =3. No poseen envoltura vírica. El diámetro es de unos 25 nm. Los genomas son lineales y no segmentados de alrededor de 8,6 kb de longitud. El genoma contiene una secuencia de 9000 nucleótidos. La cápside consta de tres proteínas de la cápside principales, cada una de las cuales tiene un pliegue en forma de gelatina y una proteína de la cápside menor que se encuentra alrededor de los ejes de cinco pliegues en el interior de la cápside.
La replicación viral se produce en el citoplasma. La entrada en la célula huésped se logra mediante la penetración en la célula huésped. La replicación sigue el modelo de replicación de los virus de ARN de cadena positiva. La transcripción de los virus de ARN de cadena positiva es el método de transcripción. El virus sale de la célula huésped mediante un movimiento viral guiado por túbulos. El fitoplancton sirve como hospedador natural para los virus de esta familia.

## Géneros
Se han descrito los siguientes géneros:
- Bacillarnavirus
- Kusarnavirus
- Labyrnavirus
- Locarnavirus
- Marnavirus
- Salisharnavirus
- Sogarnavirus